# Alfred Bualoti
Alfred Bualoti (ur. 5 października 1953 w Tiranie) – albański aktor i reżyser.

## Życiorys
W 1974 ukończył studia na wydziale aktorskim Instytutu Sztuk w Tiranie. Pracował początkowo w telewizji, a następnie w teatrze Zihni Sako w Gjirokastrze. Po odbyciu stażu w paryskim teatrze Chaillot w 1980 powrócił do kraju i znalazł zatrudnienie w Teatrze Ludowym w Tiranie, gdzie występował najczęściej w rolach komediowych, sporadycznie zajmował się także reżyserią. Przez kilka lat pracował także jako wykładowca w Instytucie Sztuk w Tiranie. Pełni funkcję dyrektora artystycznego festiwalu teatralnego Butrinti 2000.
Na dużym ekranie zadebiutował w 1972 niewielką rolą w obrazie Brazdat. Zagrał w 8 filmach fabularnych.

## Role filmowe
- 1972: Brazdat
- 1976: Pylli i lirise jako Vlash Zaka
- 1977: Njeriu me top jako Nevzat
- 1979: Pertej mureve te gurta jako Ramiz
- 1984: Fushe e blerte, fushe e kuqe jako Pavoni
- 1986: Dy here mat jako Sazani, specjalista od połowów
- 1987: Romeo dhe Zhulieta jako Benvolio
- 1987: Tela per violine jako członek komisji organizującej przesłuchanie
- 1988: Misioni pertej detit jako przewoźnik
- 1998: Dasma e Sakos jako Mihall